# 佐藤文平
佐藤文平（1995年12月16日—）是一位日本男職業網球運動員，在2014年10月20日取得個人單打排名新高的661名，而最高雙打排名則於2014年6月9日達到304名。

## 職業生涯
佐藤文平的職業生涯中只參加過兩了ATP巡回赛，兩次都是在2012年台維斯盃世界組中代表日本參加雙打，拍擋為伊藤龍馬。他們在賽事中以 7–6(7–3), 1–6, [7–10]輸給阿根廷的胡安·伊格納西奧·切拉和胡安·巴勃罗·布塞斯奇，及以6–4, 0–6, [3–10]輸給美國的瑞恩·哈里森和詹姆斯·布雷克。
他在各項網球賽事中共打入27項雙打決賽，成績為12冠15負，當中只有一場是ATP挑戰賽，於2014年在日本丰田市舉行。他與楊宗樺組成雙打拍擋，在決賽中不敵内山靖崇和松井俊英。
他最後一次參賽是2016年9月在韓國安城市舉行的ITF希望賽，賽事中他在單打資格賽第三輪出局，雙打賽事則首輪出局，總結了他的網球生涯。

## 巡迴賽決賽及冠軍
下述資訊一概出自ATP Tour官方網站的記載。
| 賽事          |
| ------------- |
| 大滿貫 (0)    |
| ATP巡迴賽 (0) |
| 挑戰賽 (0)    |

| 賽果 | 日期       | 類型   | 巡迴賽     | 地面     | 拍擋   | 對手              | 比分           |
| ---- | ---------- | ------ | ---------- | -------- | ------ | ----------------- | -------------- |
| 負   | 2014年11月 | 挑戰賽 | 日本丰田市 | 室內地毯 | 楊宗樺 | 内山靖崇 松井俊英 | 6–7 (6–8), 2–6 |

## 外部連結
- 佐藤文平（英文/西班牙文）的官方資料
- 佐藤文平的官方资料